# Лесная Колонна
Лесная Колонна (укр. Лісна Колона) — село на Украине, основано в 1935 году, находится в Малинском районе Житомирской области.
Код КОАТУУ — 1823483203. Население по переписи 2001 года составляет 169 человек. Почтовый индекс — 11600. Телефонный код — 4133. Занимает площадь 0,802 км².

## Адрес местного совета
11615, Житомирская область, Малинский р-н, с. Диброва